# 吉尔戈尔
吉尔戈尔（法語：Girgols）是法国康塔尔省的一个市镇，属于歐里亞克區（Aurillac）圣塞尔南县（Saint-Cernin）。该市镇总面积12.62平方公里，2009年时的人口为76人。

## 人口
吉尔戈尔人口变化图示
| 数据来源：INSEE |